# Campionato mondiale giovanile di scherma 2003
Il Campionato mondiale juniores di scherma del 2003 ("2003 World Juniors Fencing Championships") è stato organizzato dalla Federazione internazionale della scherma e si è svolto a Trapani in Italia dal 1 al 2 aprile.
Nel fioretto, si sono aggiudicati i titoli del campionato mondiale il russo Renal Ganeev, che ha battuto in finale l'italiano Andrea Cassarà, e l'italiana Claudia Pigliapoco che ha avuto la meglio sulla cinese Jialing Huang.
Nella spada il cinese Lei Ren ha battuto in finale il cinese Tong Tuo, ottenendo il titolo mondiale juniores maschile, mentre tra le donne la cinese Xiaojuan Luo ha superato l'ucraina Jana Šemjakina.
Nella sciabola il russo Aleksej Jakimenko prevale sul coreano Eunseok Oh, mentre la statunitense Sada Jacobson ha battuto l'italiana Alessandra Lucchino.
Nel campionato mondiale juniores a squadre maschili, la nazionale italiana ha prevalso nella finale del fioretto contro la Russia, mentre la nazionale francese ha vinto nella spada contro la formazione russa, ed infine la nazionale coreana ha avuto la meglio sulla compagine statunitense nella sciabola.
Nel campionato mondiale juniores a squadre femminili, la nazionale italiana ha prevalso nella finale del fioretto contro la Russia, la Cina ha vinto nella spada contro la compagine russa, ed infine la formazione russa ha avuto la meglio sulla nazionale italiana nella sciabola.

## Podi

### Uomini
| Specialità  | Oro                                                                   | Argento                                                                  | Bronzo                                                                   |
| Individuali |                                                                       |                                                                          |                                                                          |
| Fioretto    | Renal Ganeev                                                          | Andrea Cassarà                                                           | Giuseppe Alongi Jurij Molčan                                             |
| Spada       | Lei Ren                                                               | Tong Tuo                                                                 | Norman Ackermann Mathieu Canu                                            |
| Sciabola    | Aleksej Jakimenko                                                     | Eunseok Oh                                                               | Arnaud Drion Balázs Lontay                                               |
| A squadre   |                                                                       |                                                                          |                                                                          |
| Fioretto    | Italia Giuseppe Alongi Andrea Baldini Andrea Cassarà Saverio Laiacona | Russia Renal Ganeev Anton Ivanov Jurij Molčan Artëm Sedov                | Germania Benjamin Kleibrink Johannes Kobsik Benjamin Weinkauf Boris Zorc |
| Spada       | Francia Mathieu Canu Gauthier Grumier Jeremy Moutou -                 | Russia Sergej Panteleev Igor' Radužin Andrej Stručkov Aleksej Tichomirov | Polonia Dariusz Adamek Pawel Bönisch Krzysztof Mikołajczak -             |
| Sciabola    | Corea del Sud Youn Soo Kim Eunseok Oh Suk Hwan Son -                  | Stati Uniti Adam Crompton Patrick Ghattas Mike Momtselidze -             | Polonia Grzegorz Dominik Marcin Koniusz Adam Skrodzki -                  |

### Donne
| Specialità  | Oro                                                                                  | Argento                                                                        | Bronzo                                                                 |
| Individuali |                                                                                      |                                                                                |                                                                        |
| Fioretto    | Claudia Pigliapoco                                                                   | Jialing Huang                                                                  | Karolina Chlewińska Evgenija Lamonova                                  |
| Spada       | Xiaojuan Luo                                                                         | Jana Šemjakina                                                                 | Kamara James Sophie Lamon                                              |
| Sciabola    | Sada Jacobson                                                                        | Alessandra Lucchino                                                            | Ekaterina Fedorkina Sof'ja Velikaja                                    |
| A squadre   |                                                                                      |                                                                                |                                                                        |
| Fioretto    | Italia Marta Cammilletti Valentina Cipriani Benedetta Durando Claudia Pigliapoco     | Russia Julija Birjukova Evgenija Lamonova Viktorija Nikišina Aida Šanaeva      | Stati Uniti Emily Cross Jacqueline Leahy Hanna Thompson Metta Thompson |
| Spada       | Cina Xiaojuan Luo Li Tan Haiyan Wu -                                                 | Russia Ekaterina Šurupina Ljudmila Kulbaba Anastasija Šeptalina Ljubov' Šutova | Germania Elke Birthelmer Beate Christmann Berit Dieterle Iris Steiner  |
| Sciabola    | Russia Ekaterina D'jačenko Ekaterina Fedorkina Sof'ja Velikaja Svetlana Verteleckaja | Italia Alessandra Lucchino Rosanna Pagano Flora Scarlato Marianna Tricarico    | Ungheria Veronika Gergácz Georgina Kerecsenyi Anna Vécsei -            |

## Medagliere
| Pos.   | Nazione       | Oro | Argento | Bronzo | Totale |
| ------ | ------------- | --- | ------- | ------ | ------ |
| 1      | Russia        | 3   | 4       | 4      | 11     |
| 2      | Italia        | 3   | 3       | 1      | 7      |
| 3      | Cina          | 3   | 2       | 0      | 5      |
| 4      | Stati Uniti   | 1   | 1       | 2      | 4      |
| 5      | Corea del Sud | 1   | 1       | 0      | 2      |
| 6      | Francia       | 1   | 0       | 2      | 3      |
| 7      | Ucraina       | 0   | 1       | 0      | 1      |
| 8      | Germania      | 0   | 0       | 3      | 3      |
| 8      | Polonia       | 0   | 0       | 3      | 3      |
| 10     | Ungheria      | 0   | 0       | 2      | 2      |
| 11     | Svizzera      | 0   | 0       | 1      | 1      |
| Totale | Totale        | 12  | 12      | 18     | 42     |